# Daniel Alejandro Lembo Betancour
Alejandro Lembo (Montevideo, 15 de febrer de 1978) és un futbolista uruguaià, que ocupa la posició de defensa.
Va començar a destacar al Bellavista. L'any 2000 dona el salt a Europa per jugar amb la Parma FC, però no juga cap partit. Retorna al seu país per militar a Nacional Montevideo. Al club capitalí disputa més de cent partits en dos anys.
L'estiu del 2003 va retornar al continent europeu, ara al Real Betis. És titular la 03/04, però durant les tres següents temporades va ser suplent, en part a causa de les lesions. Amb el Betis va guanyar la Copa del Rei del 2005. Va tornar al seu país per tercer cop per jugar al Danubio, però l'any següent va recalar a l'Aris grec. El 2009 es va incorporar una altra vegada a la competició uruguaiana.
Lembo ha estat 38 cops internacional amb l'Uruguai i va marcar dos gols. Amb el combinat del seu país va participar-hi al Mundial del 2002, així com a la Copa Amèrica de 1999.